# Rovci
Rovci est une localité croate dans la municipalité de Sveti Petar Orehovec, dans le comitat de Koprivnica-Križevci.

## Géographie
Elle est située à une altitude de 163 m, à 50 km de la capitale nationale, Zagreb .

## Démographie
Au recensement de 2011, la population totale de la ville était de 14 habitants.